# Коллинз, Уолли
Уолли Коллинз (англ. Wally Collins, род. 23 мая 1978) — самоанский шоссейный велогонщик.

## Карьера
Неоднократно выступал на домашней многодневной гонке Тур Самоа. В 2017 году занял на ней третье место в генеральной классификации.
В 2019 году на проходивших на Самоа Тихоокеанских играх был одним из официальных лиц на соревнованиях по триатлону.
В середине сентября 2022 года на чемпионат мира, проходивший в австралийском Вуллонгонге, для участия в смешанной эстафете была приглашена сборная Самоа с целью развитию велоспорта в Океании. Уолли Коллинз был включён в состав сборной Самоа которая в смешанной эстафете заняла последнее 16-е место.

## Достижения
2017
3-й на Тур Самоа

## Рейтинги
| Год                 | 2022   |
| ------------------- | ------ |
| Мировой рейтинг UCI | 2288-й |
| Океанский тур UCI   | 100-й  |
|                     |        |
| Источник: UCI       |        |